# هومر ديفيدسون
هومر ديفيدسون (بالإنجليزية: Homer Davidson)‏ هو لاعب كرة قاعدة أمريكي، ولد في 14 أكتوبر 1884 في كليفلاند في الولايات المتحدة، وتوفي في 26 يوليو 1948 في ديترويت في الولايات المتحدة.

## وصلات خارجية
- هومر ديفيدسون على موقعبيزبول رفرنس.كوم (الدوري الرئيسي) (الإنجليزية)
- هومر ديفيدسون على موقعبيزبول رفرنس.كوم (الدوري الثانوي) (الإنجليزية)